# Das Schicksal der DDR-Verlage
Das Schicksal der DDR-Verlage. Die Privatisierung und ihre Konsequenzen ist ein Nachschlagewerk von Christoph Links von 2009 über die Geschichte der 78 Buchverlage in der DDR um 1989.

## Geschichte
Christoph Links promovierte 2008 an der Humboldt-Universität zu Berlin mit einer umfassenden Dissertation über die Geschichte aller bestehenden DDR-Verlage 1989 zum Dr. phil. Dafür betrieb er umfangreiche Recherchen in verschiedenen Archiven und Publikationen und führte Gespräche mit beteiligten Zeitzeugen. Er war selbst ein Sohn eines Verlegers und Verlagsmitarbeiter im Aufbau Verlag bis 1989 sowie danach Gründer und Inhaber des erfolgreichen neuen Ch. Links Verlages.
2009 erschien das Buch erstmals im Druck, 2010 gab es eine aktualisierte Neuauflage, 2015 eine weitere Neuauflage.
In dem Buch Das Schicksal der DDR-Verlage wird die Geschichte jedes der bestehenden 78 DDR-Verlage von 1989 seit seiner Gründung beschrieben. Dabei wird die Entwicklung seit 1990 besonders detailliert und ausführlich dargestellt. Außerdem gibt es Übersichtsdarstellungen, Tabellen, ein umfangreiches Register und eine ausführliche inhaltliche Zusammenfassung.
Nach dem Erscheinen des Buches gab es aufmerksame Reaktionen in verschiedenen öffentlichen Medien und Zeitschriften (wie Süddeutsche Zeitung, FAZ, SWR, Deutschlandfunk). Diese reagierten meist bestürzt auf das Resümee des Buches, dass die meisten DDR-Verlage relativ schnell verkauft oder aufgelöst wurden, obwohl bei korrekter Einhaltung der Vorgaben aus dem Einigungsvertrag und für die Treuhandanstalt ein Bestand bei vielen Verlagen durchaus möglich gewesen wäre. 2008 wurden so nur noch etwa 2 Prozent aller Bücher in den neuen Bundesländern (ohne Berlin) hergestellt.
In der Geschichte des deutschen Buchhandels im 19. und 20. Jahrhundert. Teil 5 DDR von 2022, entstanden unter Mitwirkung von Christoph Links, werden Angaben zu einigen wichtigen Verlagen wiederholt und teilweise ergänzt.
Das Buch Das Schicksal der DDR-Verlage bleibt aber das wichtigste Nachschlagewerk zur Geschichte der Verlagslandschaft in der DDR um 1989 und bietet zu vielen kleineren Verlagen die ausführlichste zugängliche Verlagsgeschichte.

## Ausgaben
- Die Umgestaltung der ostdeutschen Verlagslandschaft im Prozess der deutschen Einheit, Dissertation, Humboldt-Universität Berlin, 2008.
- Das Schicksal der DDR-Verlage, Ch. Links, Berlin 2009.[3]
- Das Schicksal der DDR-Verlage, 2., aktualisierte Auflage, Ch. Links, Berlin 2010. Auszüge
- Das Schicksal der DDR-Verlage, edition berolina, Berlin 2015.

## Rezensionen (Auswahl)
- Jens Bisky: Das Schicksal der DDR-Verlage. In: Süddeutsche Zeitung vom 16. März 2009 Zusammenfassung (Perlentaucher)
- Bernd Heimberger: Schlimme Schicksale. In: Literaturmarkt vom 23. März 2009 Text
- Günter Berg: Das Schicksal der DDR-Verlage. In: Frankfurter Allgemeine Zeitung vom 11. April 2009 Artikelanfang, Zusammenfassung (Perlentaucher)
- Martin Zähringer: Das Schicksal der DDR-Verlage. In: SWR vom 3. Mai 2009 (Typoskript im Deutschen Literaturarchiv Marbach)
- Ute Schneider: Das Schicksal der DDR-Verlage. In: Rezensionen. Kommunikation. Medien vom 31. Juli 2009 Text
- Detlef Grumbach: Schlimmes Ende. In: Deutschlandfunk vom 31. August 2009 Text
- Thomas Hummitzsch: Der Ausverkauf der Bücherhäuser. In: Glanz & Elend. Magazin für Literatur und Zeitkritik. 2009 Text